# José Luis Rodríguez Zapatero
 José Luis Rodríguez Zapatero (Valladolid, 1960. augusztus 4. –) spanyol szocialista politikus, 2004 és 2011 között Spanyolország miniszterelnöke volt. Pártja, a Spanyol Szocialista Munkáspárt (PSOE) kétszer nyerte meg a választásokat, először 2004. március 14-én, majd 2008. március 9-én. Hivatalba lépése utáni első döntései: a spanyol csapatok Irakból történő hazahívása, ellentmondásos tárgyalások lefolytatása az ETA baszk szeparatista szervezettel, az azonos neműek házasságának engedélyezése, valamint amnesztia az illegális bevándorlóknak. A 2011. december 20-i parlamenti választásokat pártja elvesztette, azóta az ellenzék vezető ereje.

## Magánélete és fiatalkora

### Származása és fiatalsága
José Luis Rodríguez Zapatero Valladolid városában, Kasztília és León autonóm közösség fővárosában született. Családja eredetileg León városából származik, apja Juan Rodríguez García-Lozano ügyvéd, anyja Purificación Zapatero Valero (meghalt 2000-ben). José Luis szüleinek második gyermeke, Juan nevű bátyja négy évvel idősebb. Családjában különböző politikai tradíciók keveredtek. Apai nagyapja, Juan Rodríguez Lozano katonatiszt volt, aki szocialistának vallotta magát. Kapitányi rangban szolgált a köztársaságiak által kormányzott hadseregben Leónban, amikor 1936. július 19-én megtagadta a részvételt a polgárháború kezdetét jelentő nacionalista felkelésben, ezért letartóztatták, elítélték és augusztus 18-án kivégezték. Sorsa szerepet játszott unokája, a későbbi miniszterelnök politikai motivációinak kialakulásában; végrendeletét José Luis Rodríguez Zapatero többször idézte. (Megjegyzendő, hogy a miniszterelnök nagyapjának hősként való beállítását a spanyol sajtó konzervatív oldala erősen vitatja.) Ugyanakkor a miniszterelnök felmenőinek anyai ágán nagyapja, Faustino Zapatero (meghalt 1978-ban) középosztálybeli liberális gondolkodású ember, anyai nagyanyja szélsőjobboldali konzervatív asszony volt.
José Luis Leónban nőtt fel viszonylag jómódú családban, ott végezte középiskoláit, 1982-ben ott szerzett jogi diplomát, ezt követően egyetemének alkotmányjogi tanszékén kapott állást. Politikai aktivitása 1979-ben a Fiatal Szocialistákhoz való csatlakozásával kezdődött. Egyetemi állását 1986-ban adta fel, amikor a León tartományban a képviselőház tagjává választották – ekkor a spanyol parlament legfiatalabb tagja volt.